# 喬治·貝爾納諾斯
喬治·貝爾納諾斯（Georges Bernanos、1888年2月20日—1948年7月5日）是一位法國作家，曾經參與第一次世界大戰。喬治·貝爾納諾斯有羅馬天主教和君主主義傾向，他批評資產階級。喬治·貝爾納諾斯認為失敗主義導致法國在第二次世界大戰期間遭到德國佔領。他的大部分小說已經翻譯成英文。

## 作品
- 《在撒旦的陽光下》
- 《騙局》
- 《犯罪》
- 《噩夢》
- 《喜悅》
- 《少女穆謝特》
- 《鄉村神父日記》